# Gonars
Gonars (friülà Gonars) és un municipi italià, dins de la província d'Udine, a la regió de Bassa Friülana. L'any 2007 tenia 4.725 habitants. Limita amb els municipis de Bagnaria Arsa, Bicinicco, Castions di Strada, Palmanova, Porpetto, Santa Maria la Longa i Torviscosa.

## Camp de Concentració de Gonars
El 23 de febrer de 1942 el règim feixista va crear un camp de concentració a la ciutat, principalment per als presos de l'actual Croàcia i Eslovènia. El primer transport de 5.343 presoners (dels quals 1.643 eren nens) va arribar dos dies després de la província de Ljubljana i dels camps de Rab i Mönig (fracció de Treviso).
El camp va ser tancat el 8 de setembre de 1943, immediatament després de la rendició d'Itàlia. Més tard es va fer tot el possible per oblidar aquest sinistre episodi en la història italiana. Els edificis del camp van ser destruïts, els materials foren reutilitzats per construir una guarderia a prop del lloc i va tornar a ser un prat. Només el 1973 hi fou creat un santuari creat per l'escultor Miodrag Zivkovic al cementiri municipal. Les restes de les 453 víctimes eslovenes i croates van ser traslladats a dues criptes del santuari.
Es creu que almenys unes altres 50 persones van morir al camp a causa de la fam i la tortura. Excepte en el santuari ja no existeix cap rastre del camp i fins i tot els locals no en tenen record.

## Administració
| Període   | Identitat        | Partit         |
| --------- | ---------------- | -------------- |
| 2004-2009 | Ivan Cignola     | Llista cívica  |
| 2009-     | Marino Del Frate | PdL - LN - UDC |